# Bariumseife
| Bariumsalze einzelner Fettsäuren (Beispiele)      |
| Bariumoleat, das Bariumsalz der Ölsäure.          |
| Bariumpalmitat, das Bariumsalz der Palmitinsäure. |
| Bariumstearat, das Bariumsalz der Stearinsäure.   |

Bariumseife ist eine Sammelbezeichnung für Bariumsalze einzelner Fettsäuren  oder – häufiger – Gemische von Bariumsalzen mehrerer Fettsäuren. Es handelt sich um eine Untergruppe der Metallseifen.

## Herstellung
Die Verseifung natürlicher Fette und Öle mit Bariumhydroxid liefert Gemische von Bariumsalzen der Fettsäuren und Glycerin. Die Anteile der einzelnen Fettsäure-Anionen im Gemisch der Bariumsalze hängt dabei von der Natur und Provenienz des als Rohstoff verwendeten Triglycerides ab.
Eine chemisch weitgehend einheitliche Bariumseife kann man erhalten durch Umsetzung einer reinen Fettsäure mit einer stöchiometrischen Menge Bariumoxid. Beispiele für solche Bariumseifen sind:
- Bariumoleat, das Bariumsalz der Ölsäure.
- Bariumpalmitat, das Bariumsalz der Palmitinsäure (Hexadecansäure).
- Bariumstearat, das Bariumsalz der Stearinsäure (Octadecansäure), weiße, kristalline Masse, unlöslich in Wasser und Alkohol (Ethanol).[1]

## Verwendung
Verwendung finden Bariumseifen als Verdickungsmittel in Mineralöl-basierten Schmierfetten und Gleitmitteln, als Stabilisator für PVC und in wasserabstoßenden Präparaten.